# Juan Carlos Arce
Juan Carlos Arce Justiniano, född 10 april 1985 i Santa Cruz de la Sierra, är en boliviansk fotbollsspelare som spelar för Always Ready. Han har spelat för bland annat Corinthians.

## Landslagskarriär
Arce debuterade för Bolivias landslag den 6 juli 2004 i en 2–2-match mot Peru i Copa América 2004.

### Landslagsmål
| Nr | Datum            | Arena                                                             | Landskamp | Motståndare | Mål | Resultat | Tävling                 |
| -- | ---------------- | ----------------------------------------------------------------- | --------- | ----------- | --- | -------- | ----------------------- |
| 1  | 15 november 2006 | Estadio Hernando Siles, La Paz, Bolivia                           | 8         | El Salvador | 2–0 | 5–1      | Träningsmatch           |
| 2  | 26 juni 2007     | Estadio Polideportivo de Pueblo Nuevo, San Cristóbal, Venezuela   | 11        | Venezuela   | 1–0 | 2–2      | Copa América 2007       |
| 3  | 21 november 2007 | Estadio Polideportivo de Pueblo Nuevo, San Cristóbal, Venezuela   | 17        | Venezuela   | 2–1 | 3–5      | Kvalet till VM 2010     |
| 4  | 9 februari 2011  | Mardan Sports Complex, Antalya, Turkiet                           | 20        | Lettland    | 1–2 | 1–2      | Träningsmatch           |
| 5  | 10 augusti 2011  | Estadio Ramón Tahuichi Aguilera, Santa Cruz de la Sierra, Bolivia | 24        | Panama      | 1–0 | 1–3      | Träningsmatch           |
| 6  | 18 november 2014 | Estadio Hernando Siles, La Paz, Bolivia                           | 44        | Venezuela   | 3–2 | 3–2      | Träningsmatch           |
| 7  | 12 november 2015 | Estadio Hernando Siles, La Paz, Bolivia                           | 47        | Venezuela   | 2–0 | 4–2      | Kvalet till VM 2018     |
| 8  | 24 mars 2016     | Estadio Hernando Siles, La Paz, Bolivia                           | 48        | Colombia    | 1–2 | 2–3      | Kvalet till VM 2018     |
| 9  | 7 juni 2016      | Camping World Stadium, Orlando, USA                               | 50        | Panama      | 1–1 | 1–2      | Copa América Centenario |
| 10 | 28 mars 2017     | Estadio Hernando Siles, La Paz, Bolivia                           | 59        | Argentina   | 1–0 | 2–0      | Kvalet till VM 2018     |
| 11 | 5 september 2017 | Estadio Hernando Siles, La Paz, Bolivia                           | 61        | Chile       | 1–0 | 1–0      | Kvalet till VM 2018     |
| 12 | 12 november 2020 | Estadio Hernando Siles, La Paz, Bolivia                           | 71        | Ecuador     | 1–0 | 2–3      | Kvalet till VM 2022     |